# 土田宿

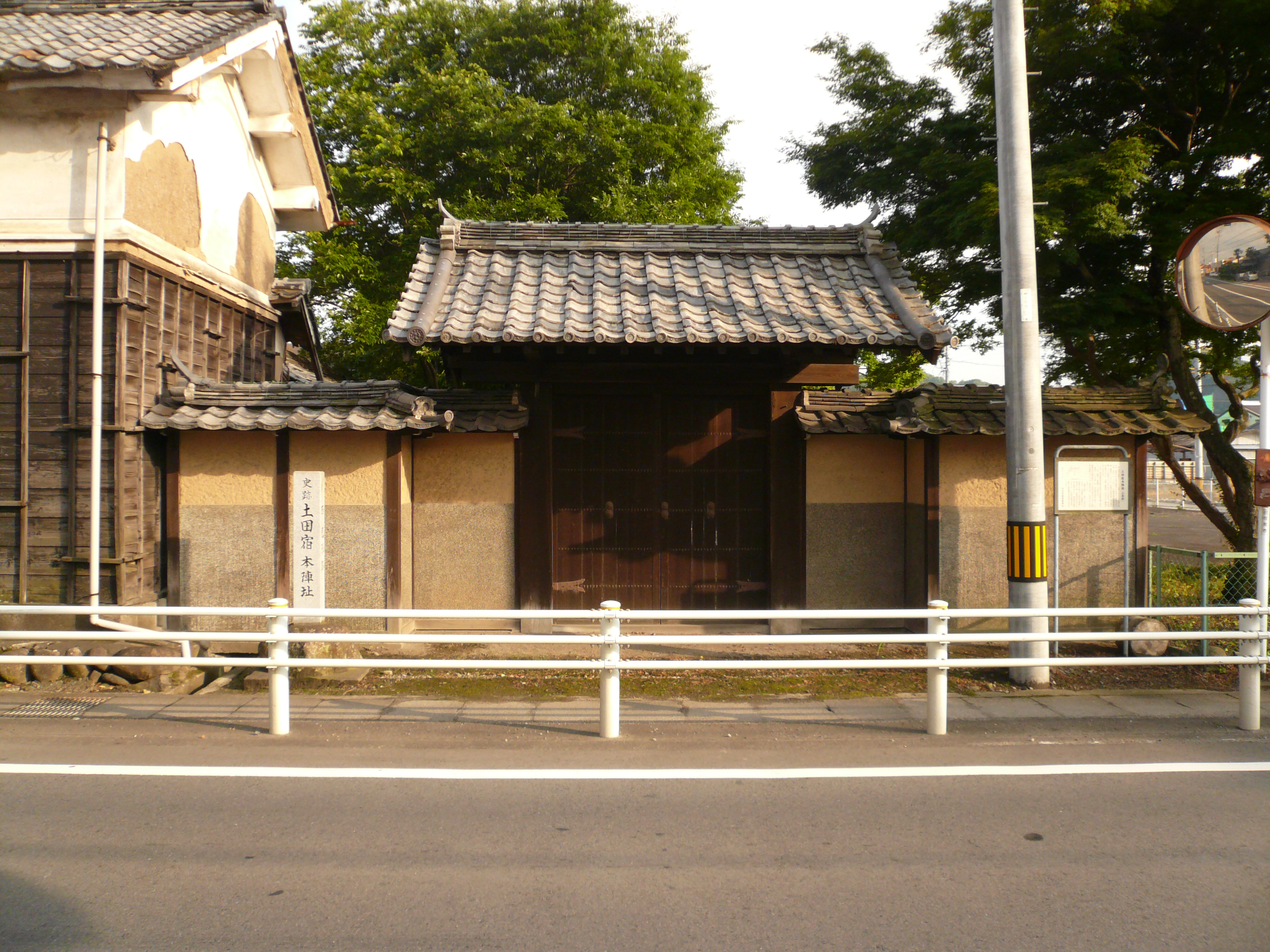
土田宿本陣跡（止善殿）

土田宿（どたしゅく）は、上街道の宿場。場所は木曽川の南岸。現在の岐阜県可児市土田（どた）。

## 歴史
元禄7年（1694年）に伏見宿が開設されるまで中山道の宿場であった。天正10年（1582年）2月織田信忠が、慶長5年（1600年）9月には徳川秀忠が関ヶ原の戦いの時、本陣に宿泊した記録が残っている。また、徳川義直も宿泊し本陣を「止善殿」と名付けた。
寛永17年（1640年）に木曽川対岸の太田宿との合宿とされた。
その後、木曽川の流路の変化により渡し場が移動したのに伴い、元禄7年（1694年）に伏見宿が新設された。これにより土田宿は中山道の宿場としては廃宿となり、上街道の宿場として存続することになった。

## 最寄り駅
- 名鉄広見線 可児川駅

## 隣りの宿
上街道
善師野宿 - 土田宿 - 伏見宿

## 関連書籍
- 『濃州 土田宿 風雪綴り』亀貝俊雄 / 著（亀貝俊雄、1989年）